# 금산 백령성
금산 백령성(錦山 栢嶺城)은 대한민국 충청남도 금산군 남이면 역평리에 있는 석성이다. 1990년 5월 24일 충청남도의 기념물 제83호로 지정되었다.

## 개요
백령성은 남이면 건천리와 역평리 성치산(해발 759m) 동쪽에의 정상부에 있는 석성으로, 금산군 제원면과 추부면을 지나 충북 영동과 옥천으로 연결되는 전략적 요충지에 위치하고 있다.
형태는 산 정상 부분을 둘러 쌓은 두른 테뫼식이며, 성의 둘레는 207m이다. 성벽의 동쪽, 남쪽, 북쪽은 대부분 허물어졌으나 서벽은 비교적 잘 남아있다. 성벽의 너비는 4m이다. 유물로는 백제시대 각종 명문와를 포함한 다량의 기와편과 토기편 등이 출토되었다.

## 참고 자료
- 금산백령성 - 국가유산청 국가유산포털